# Passiflora mooreana
Passiflora mooreana Hook. f. – gatunek rośliny z rodziny męczennicowatych (Passifloraceae Juss. ex Kunth in Humb.). Występuje naturalnie w północnej Argentynie, Paragwaju oraz południowej Boliwii. 

## Morfologia
PokrójZdrewniałe, trwałe, nagie liany.
LiściePotrójnie klapowane, rozwarte lub ostrokątne u podstawy, skórzaste. Mają 5–12 cm długości oraz 2–10 cm szerokości. Całobrzegie, z tępym lub ostrym wierzchołkiem. Ogonek liściowy jest owłosiony i ma długość 5–15 mm. Przylistki są owalnie lancetowate o długości 2–5 mm.
KwiatyPojedyncze. Działki kielicha są podłużne, białawe lub zielonkawe, mają 2,2–3,5 cm długości. Płatki są podłużne, białe, mają 2–3,5 cm długości. Przykoronek ułożony jest w trzech rzędach, fioletowo-biały, ma 2–25 mm długości.
OwoceSą prawie jajowatego kształtu. Mają 3–5,5 cm długości i 2,5–3,5 cm średnicy.